# Camera dei rappresentanti del Massachusetts
La Camera dei rappresentanti del Massachusetts è la camera bassa della Corte generale del Massachusetts. Essa si riunisce, insieme al Senato, nel Campidoglio dello Stato del Massachusetts. 
È composta da 160 membri, ognuno dei quali eletti per un mandato biennale. I rappresentanti non sono soggetti a un numero di mandati.

## Curiosità

### “Il Merluzzo Sacro”

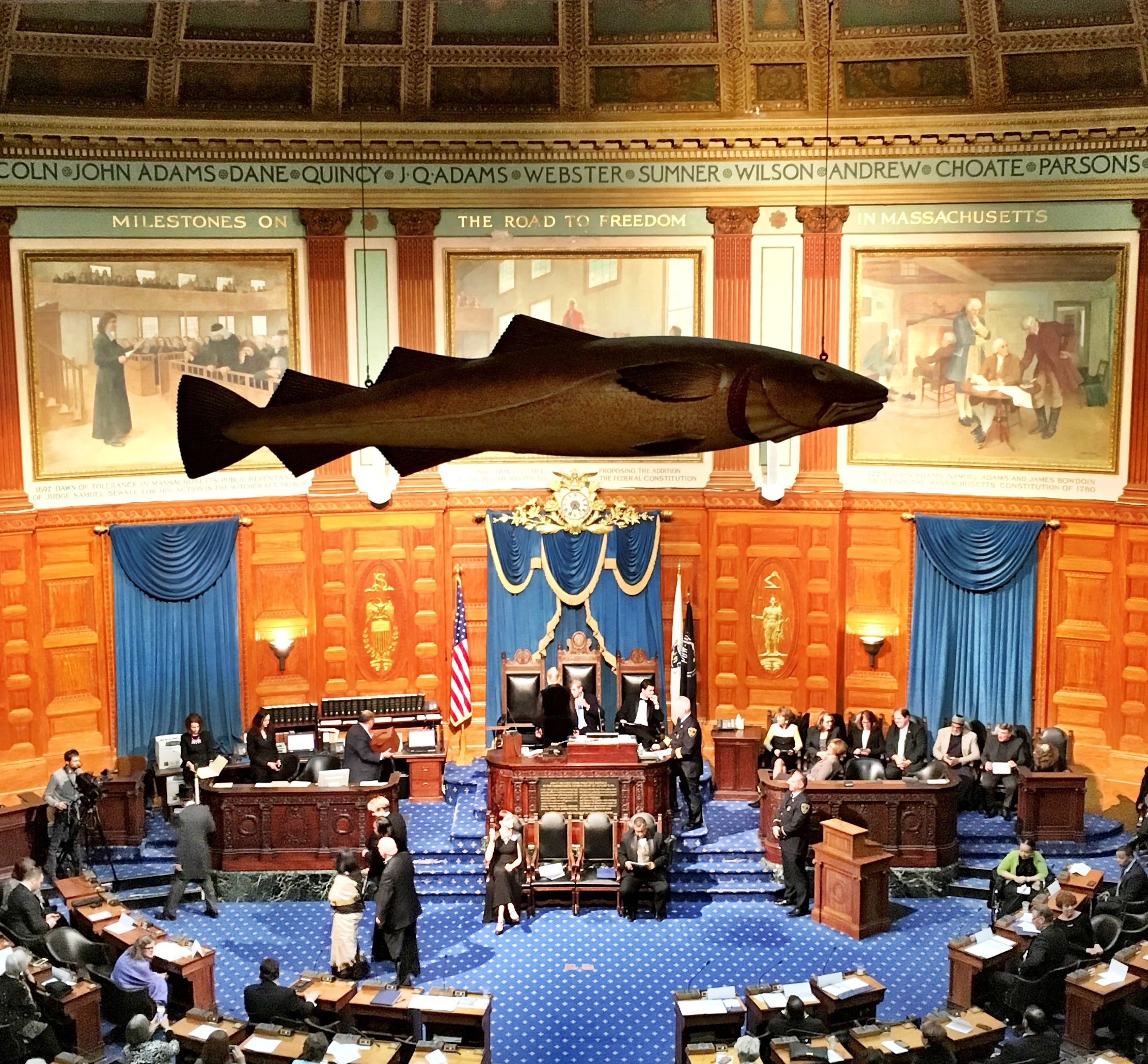
Foto dell’Intaglio, appeso sopra l’aula.

Peculiarità di questa camera legislativa è la presenza di un enorme intaglio in legno di pino fatto a forma di merluzzo della lunghezza di 1,5 metri (5 piedi) che, sin dal 1784, risulta appeso all’interno dell’aula. Esso, infatti, fu donato dal rappresentante John Rowe all’assemblea in commemorazione dell’economia e della storia marittima dello Stato e fino ad oggi mantenuto e conservato.
In realtà, già due precedenti sculture del merluzzo erano esistite durante l'era coloniale della legislatura: la prima distrutta in un incendio nel 1747 e la seconda durante la guerra d'indipendenza americana (1776-1783).
Dal 1784 ad oggi, dunque, l'attuale scultura è stata presente in quasi tutte le sessioni della Camera e si è trasferita nella sua posizione attuale quando essa ha iniziato a riunirsi nel Campidoglio dello Stato a Boston nel 1798.
Anni dopo, nel 1933, alcuni membri dell'Harvard Lampoon rubarono l'intaglio come parte di uno scherzo, ma il furto ha scatenato una così grande ricerca in tutto lo stato da parte della polizia ed una tale indignazione dei giornali e della stessa Legislatura che il merluzzo è stato infine riconsegnato in forma anonima e, da quel momento, ritenuto un simbolo quasi sacrale dello Stato.